# Meurtre à haute tension
Pour plus de détails, voir Fiche technique et Distribution.
Meurtre à haute tension (Assault) est un giallo britannique de Sidney Hayers sorti en 1971.
Il s'agit d'une adaptation du roman canadien The Ravine de Phyllis Brett Young (en) publié en 1962.

## Fiche technique
Sauf indication contraire, les informations mentionnées dans cette section peuvent être confirmées par la base de données cinématographiques IMDb,  présente dans la section « Liens externes ».
- Titre français : Meurtre à haute tension[2]
- Titre original britannique : Assault
- Titre américain : In the Devil's Garden
- Réalisation : Sidney Hayers
- Scénario : John Kruse d'après le roman The Ravine de Phyllis Brett Young (en) publié en 1962.
- Photographie : Ken Hodges
- Montage : Anthony Palk
- Musique : Eric Rogers
- Production : Peter Rogers, George-H. Brown, Joseph-Arthur Rank
- Sociétés de production : Peter Rogers Productions, George-H. Brown Productions, The Rank Organisation
- Pays de production :  Royaume-Uni
- Langue originale : anglais britannique
- Format : Couleur par Eastmancolor - 1,85:1 - Son mono - 35 mm
- Durée : 91 minutes
- Genre : Giallo, folk horror[1]
- Dates de sortie :
  - Royaume-Uni : 11 février 1971 (Londres)
  - France : 17 mai 1973

## Distribution
- Suzy Kendall : Julie West
- Frank Finlay : Commissaire divisionnaire Velyan.
- Freddie Jones : Le journaliste
- James Laurenson : Greg Lomax
- Lesley-Anne Down : Tessa Hurst
- Tony Beckley : Leslie Sanford
- Anthony Ainley : M. Bartell
- Dilys Hamlett : Mme Sanford
- James Cosmo : Sergent Beale
- Patrick Jordan : Sergent Milton
- Allan Cuthbertson : Le médecin légiste